# Пак Чін Йон (плавчиня)
Пак Чін Йон (кор. 박진영, 14 квітня 1997) — південнокорейська плавчиня.
Учасниця Олімпійських Ігор 2016 року.